# Tom Mueller
Tom Mueller är en amerikansk raketingenjör och designer av raketmotorer. Han är en av grundarna till SpaceX. SpaceX ett amerikanskt företag som framförallt säljer raketuppskjutningar till både statliga och kommersiella kunder.
Tom Mueller jobbade tidigare med satelliter på Hughes Aircraft och sedan vid TRW Space & Electronics där han bland annat översåg utvecklingen av raketmotorn TR-106.
En söndag i januari 2002 träffade Elon Musk (senare grundare av SpaceX) Mueller meckandes med en mindre raketmotor i ett garage i Huntington Beach i Los Angeles. Musk och Mueller utbytte därefter flitigt idéer om billigare rymdfart med varandra och i juni 2002 startades SpaceX, med Musk som grundare och Mueller och Chris Thompson som medgrundare. Mueller anses vara fadern till SpaceX universellt använda Merlin-motor. Han pensionerade sig från SpaceX den 30 november 2020.